# جان کوتز (مدیر ورزشی)
جان داولینگ کوتز (انگلیسی: John Coates؛ زادهٔ ۷ مهٔ ۱۹۵۰ در سیدنی) یک وکیل، مدیر ورزشی و تاجر استرالیایی است. وی عضو کمیته بین‌المللی المپیک (IOC) است و از سال ۲۰۱۳ تا ۲۰۱۷ به عنوان معاون رئیس کمیته خدمت کرده‌است.
جان کوتز رئیس فعلی کمیته المپیک استرالیا و رئیس بنیاد المپیک استرالیا است. او همچنین برندهٔ جوایزی همچون نشان استرالیا است.